# Fosfato de tris(2,6-dimetilfenila)
Fosfato de tris(2,6-dimetilfenila) é o composto orgânico organofosfato de fórmula C24H27O4P e massa molecular 410,442505. Apresenta densidade de 1,154 g/cm3, ponto de fulgor de 229,58 °C e ponto de ebulição de 433,895 °C a 760 mmHg. É classificado com o número CAS 121-06-2.